# فرانك ويلي ويلسون
فرانك ويلي ويلسون (بالإنجليزية: Frank Wiley Wilson)‏ هو قاضي ومحامي أمريكي، ولد في 21 يونيو 1917 في نوكسفيل في الولايات المتحدة، وتوفي في 29 سبتمبر 1982.